# Manzuma nigritibiis
Espèce
Synonymes
- Saitis nigritibiis Caporiacco, 1941
- Aelurillus nigritibiis (Caporiacco, 1941)
- Aelurillus reconditus Wesołowska & van Harten, 1994

Manzuma nigritibiis est une espèce d'araignées aranéomorphes de la famille des Salticidae.

## Distribution
Cette espèce se rencontre en Éthiopie et au Yémen.

## Description
Le mâle holotype mesure 3,33 mm.

## Systématique et taxinomie
Cette espèce a été décrite sous le protonyme Saitis nigritibiis par Caporiacco en 1941. Elle est placée dans le genre Aelurillus par Prószyński en 1987 puis dans le genre Manzuma par Azarkina en 2020 qui dans le même temps place Aelurillus reconditus en synonymie.

## Publication originale
- Caporiacco, 1941 : Arachnida (esc. Acarina). Missione Biologica Sagan-Omo, Reale Accademia d’Italia, Rome, vol. 12, Zoologia, no 6, p. 1-159.